# Distretto di Nishiokitama
Il distretto di Nishiokitama (西置賜郡?, Nishiokitama-gun) è uno dei distretti della prefettura di Yamagata, in Giappone.
Attualmente fanno parte del distretto i comuni di Iide, Oguni e Shirataka.
| Controllo di autorità | VIAF (EN) 251799323 · NDL (EN, JA) 00638575 |